# Bouillé-Loretz
Bouillé-Loretz è un comune francese di 1 075 abitanti situato nel dipartimento delle Deux-Sèvres nella regione della Nuova Aquitania.

## Società

### Evoluzione demografica
Abitanti censiti

## Liens
- Le site officiel de la commune de Bouillé-Loretz., su bouille-loretz.notremairie.fr. URL consultato il 24 maggio 2022 (archiviato dall'url originale il 3 aprile 2021).
- Le portail du Pays thouarsais., su pays-thouarsais.com. URL consultato il 7 gennaio 2010 (archiviato dall'url originale il 7 gennaio 2010).
- Bouillé-Loretz sur le site de l'Institut géographique national., su ign.fr (archiviato dall'url originale il 14 marzo 2007).